# Monte Genziana
Il monte Genziana (in sardo: Orrunori o Serra Orronori) è una montagna appartenente al Massiccio del Gennargentu, in Sardegna, all'interno del comune di Talana e non distante dal confine con Villagrande Strisaili. Con un'altezza di 1 506 metri sul livello del mare, risulta essere una delle vette più elevate dell'isola. 

## Origine e significato del nome

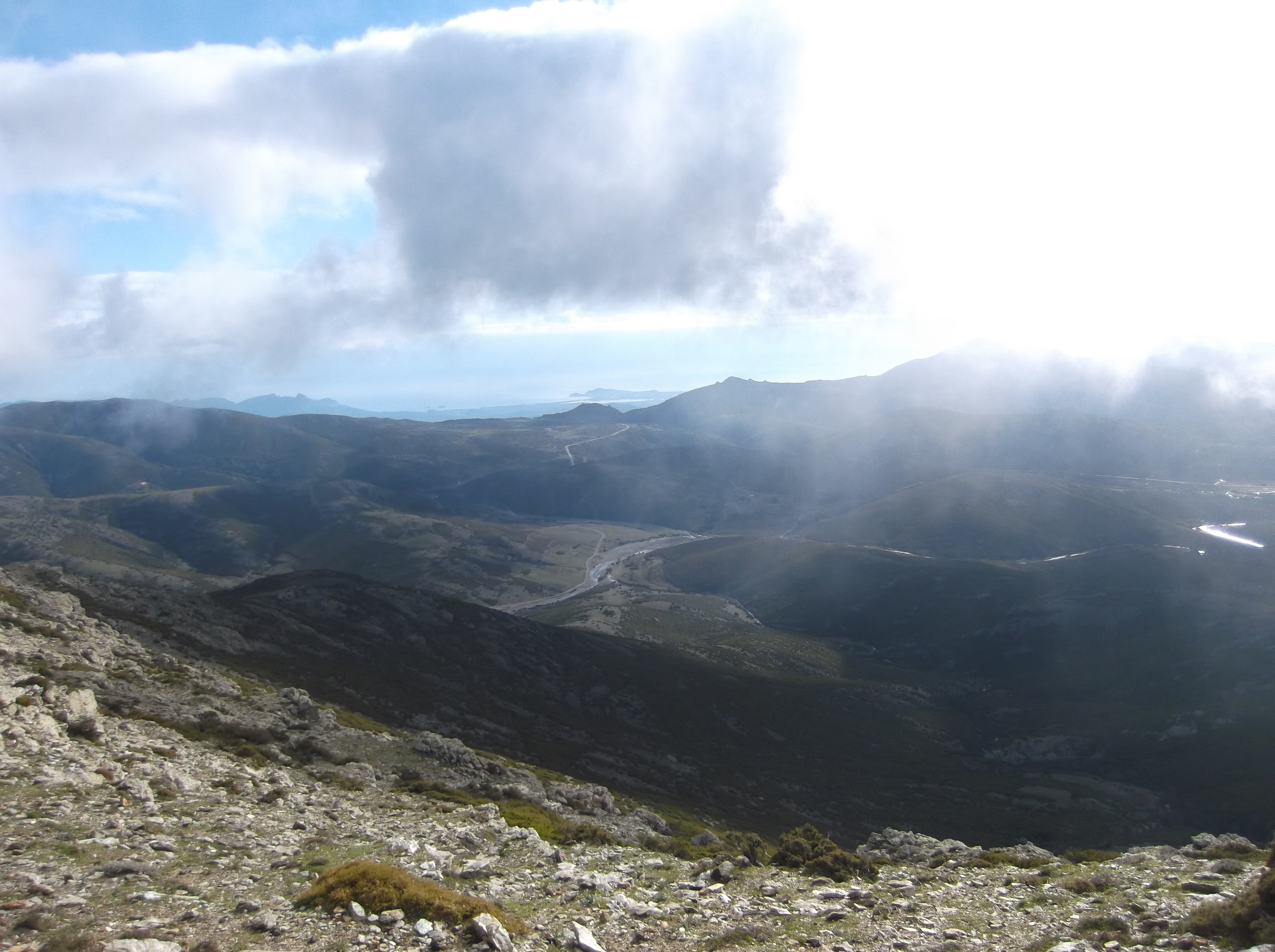
Versante talanese del Monte Genziana con l'altopiano e il golfo di Arbatax sullo sfondo

Il nome italiano della vetta è "monte Genziana", attribuitogli dal generale, naturalista, cartografo e politico Alberto Ferrero della Marmora. Quello sardo talanese è invece Orrunori o Orronori (Or-Onnori), che significherebbe "l'acqua di Onnori". 

## Geografia
I due versanti del monte Genziana sono rivolti verso ovest e verso est; il primo dei due, ripido e omogeneo, è incluso parzialmente nel comune di Villagrande Strisaili, alle cui valli e fiumi si collega velocemente, mentre l'altro, totalmente incluso nel territorio di Talana, per quanto ripido, è di gran lunga più vasto. Esso percorre il "collegamento orografico" con l'altopiano Margini con maggiore gradualità, trasformandosi in rilievi di minor elevazione si a giungere alle valli del fiume Is Eras.

### Altezza
Il monte Genziana, nel suo punto di massima altezza, raggiunge i 1 506 metri sul livello del mare. Grazie a questa elevazione risulta essere una delle vette più alte del Massiccio del Gennargentu e conseguentemente della Sardegna; nella classifica è immediatamente dopo Bruncu Furau (1 512 m), nel comune di Desulo, presso il confine con il paese ogliastrino di Arzana.

### Geologia

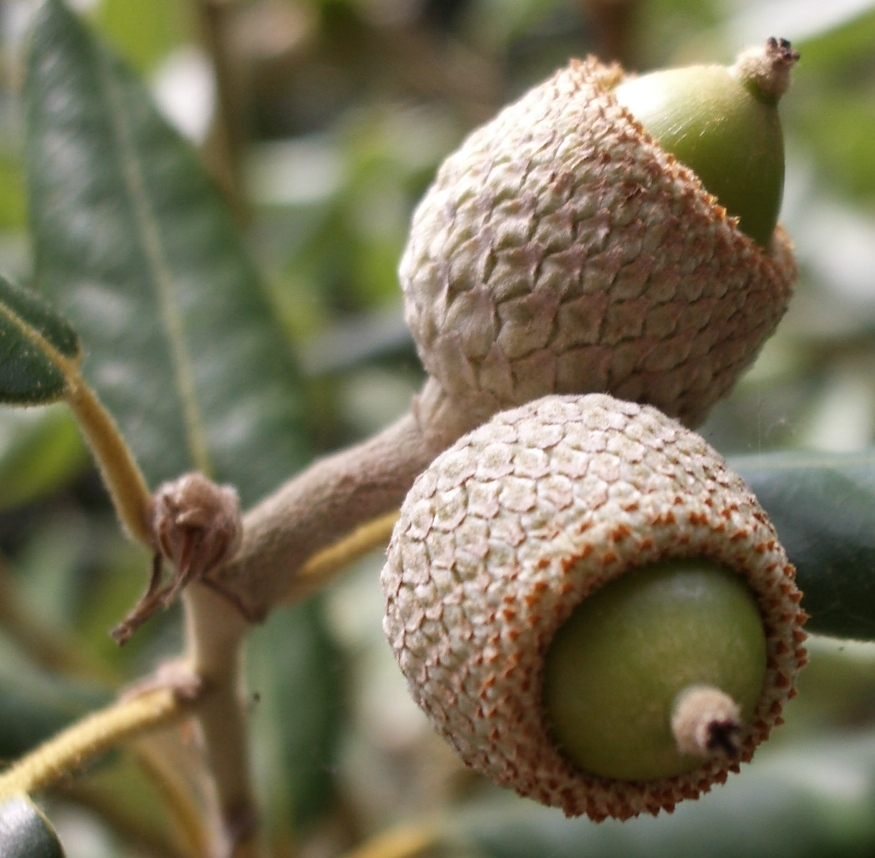
Ghianda di leccio

Geologicamente il monte Genziana è strettamente legato a Punta La Marmora (a cui in linea d'aria è vicina) e al resto del massiccio; come l'intero territorio talanese la montagna ha natura granitica ma soprattutto scistosa, prevalentemente cristallina. Tale materiale, formatosi in lontane ere geologiche, è caratteristico della zona interna della Sardegna.

### Flora

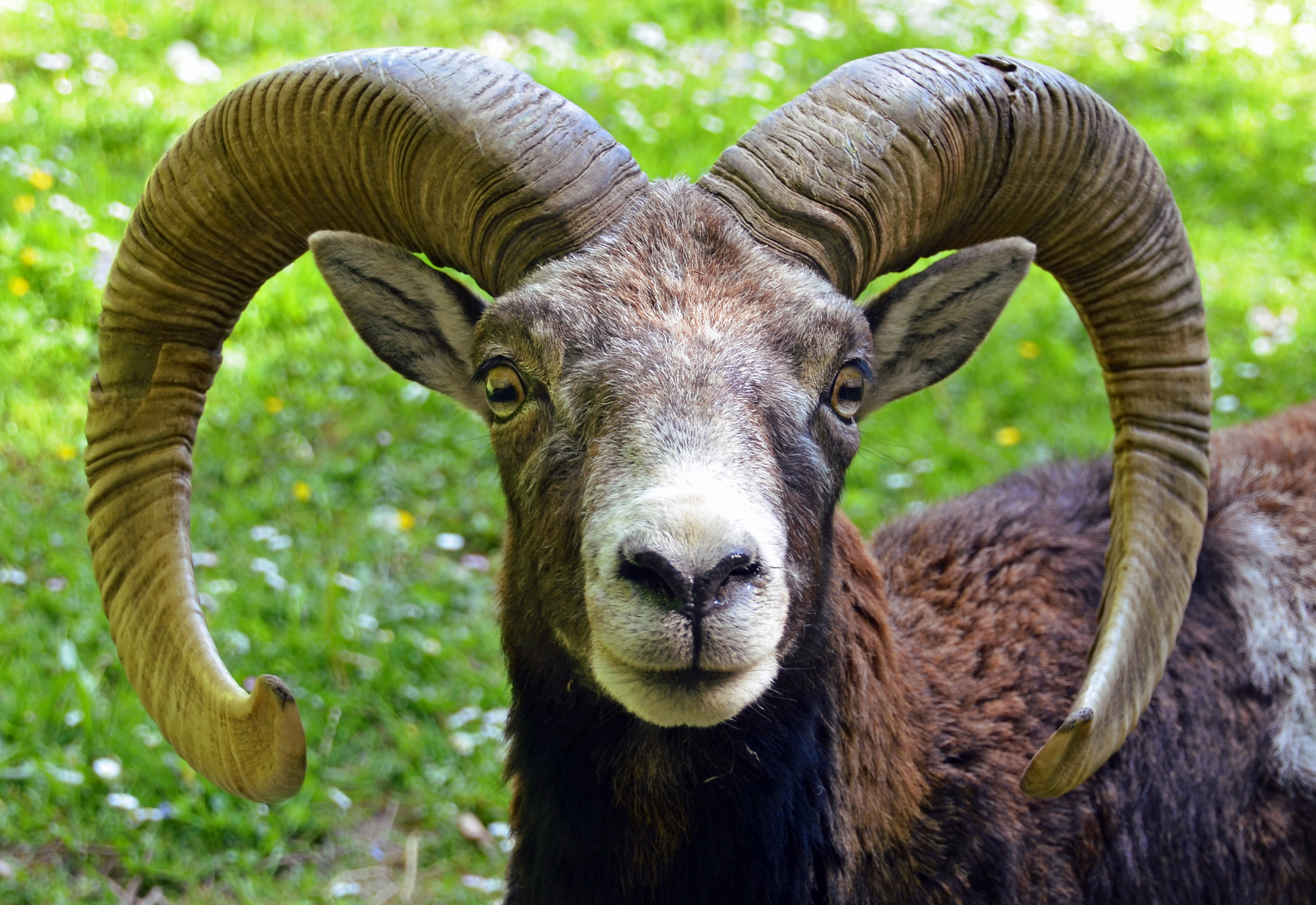
Muflone in Corsica

A differenza della gran parte del territorio talanese, il monte Genziana, come una fetta dell'altopiano Margini presenta una vegetazione piuttosto diradata, con una scarsa presenza di alberi ad alto fusto. Caratteristiche sono invece le piante di tipo arbustivo, come il ginepro nano e il timo. Ciò è stato causato dall'abbattimento organizzato di ampie foreste, che nell'Ottocento ricoprivano la maggioranza della Sardegna. Tuttavia alle sue pendici, nell'altopiano, abbonda il leccio, accompagnato dalla roverella. Durante l'opera di ricostruzione dell'ambiente naturale locale, è stato inserito in gran numero il castagno.

### Fauna
Nell'area del monte Genziana predomina la fauna tipica del Gennargentu. Sono ampiamente presenti il falco pellegrino, il gheppio, la poiana. La zona è abitata anche dall'aquila reale. Le pendici della vetta sono popolate da uccelli notturni e da Anatidae. L'«animale-simbolo» della fauna sarda e dunque talanese è però il muflone, in fase di recupero dopo il crollo avvenuto negli anni 1980 e 1990; presso il monte Genziana vi sono stati consistenti avvistamenti, con branchi talune volte anche molto numerosi.